# General Francisco Murguía
General Francisco Murguía es una localidad del estado mexicano de Durango. Es parte del municipio de Nombre de Dios.

## Toponimia
El nombre de la localidad rinde homenaje a Francisco Murguía, militar partícipe de la Revolución mexicana en favor del bando constitucionalista.

## Demografía
| Gráfica de evolución demográfica |
|                                  |

| Censo | Población |
| ----- | --------- |
| 1900  | 185       |
| 1910  | 180       |
| 1921  | 104       |
| 1930  | 70        |
| 1940  | 110       |
| 1950  | 371       |
| 1960  | 333       |
| 1970  | 627       |
| 1980  | 801       |
| 1990  | 1 029     |
| 2000  | 1 158     |
| 2010  | 1 241     |
| 2020  | 1 325     |